# Стела Артоа
„Стела Артоа“ (на нидерландски: Stella Artois) е световна марка белгийска лагер бира, която принадлежи на международната пивоварна компания „Anheuser-Busch InBev“, Белгия.

## История
Историята на марката започва в далечната 1366 г., когато в гр. Льовен в средновековна Белгия е основана пивоварната „Den Hoorn“ („Hoorn“ в превод от фламандски език означава „рог“, което е отразено и в логото на марката). От тази година в градския архив се води данъчната отчетност на пивоварната, а бирата се вари вече над 600 години.
През 1425 г. в Льовен е създаден и университет и многочислените студенти, които дегустират произведената в града бира, разнасят славата ѝ из цяла Европа.
През 1708 г. собственик на пивоварната „Den Hoorn“ става Себастиян Артоа (Sebastian Artois) и на 15 юни 1717 тя е преименувана на „Пивоварна Артоа“. Неговото дело продължават неговите потомци. През 1885 г. в Антверпен бирата печели своя първи златен медал.
Исторически ден за марката става празникът Рождество през 1926 г. Специално за празника пиваварната сварява нова бира, която се получава чиста и искряща като звезда, поради което и наричат бирата „Stella Artois“ („stella“ в превод от латински е „звезда“). Хората харесват новото пиво и то започва да се прави целогодишно.
През 1918 г. пивоварната „Артоа“ е сериозно засегната от артилерийски обстрел по време на Първата световна война и след войната е построена наново, като днес старата пивоварна е национален паметник на Белгия.
През 1930 г. на европейския пазар е експортирана първата партида бира Stella Artois. През 1948 г. е построена нова сграда на пивоварната.
През 1960 г. годишното производство на Stella Artois достига 1 млн. хектолитра. Днес „Stella Artois“ е най-популярната в света белгийска марка бира, то има характерен аромат и лек плодов привкус, поради което е високо ценено от любителите на пивото.
През 1993 г. в Льовен е открита напълно автоматизирана пивоварна. През 1998 г. във Великобритания бирата „Stella Artois“ получава голямата награда за иновации – BIMA Supreme Gold & Innovation Award, а през 1999 г. марката печели златен медал в Австралия на Австралийската международна бирена награда (Australian International Beer Award).
От април 2001 г. в Източна Европа започва производство на марката в заводите, принадлежащи на компанията „Interbrew“. Stella Artois е основен спонсор и официален партньор на Кинофестивала в Кан и международен партньор на кинокомпанията „Туенти Сенчъри Фокс“.
На българския пазар, като част от портфолиото на "Каменица” АД, Stella Artois се произвежда по лиценз от 1999 г. С това България става една от всички над 80 страни, в които се предлага Stella Artois.

## Характеристика
Основните характеристики на марката са: екстрактно съдържание – 12 %, алкохолно съдържание – 5,2 %. Във Великобритания, Канада и Нова Зеландия се произвежда и 4 % версия.
Бирата „Stella Artois“ е въплъщение на благородните традиции и достижения на белгийската бирена култура с над 600-годишна история, и на високо пивоварно майсторство. Тази бира има уникална рецептура и свой особен ритуал на наливане и поднасяне. Марката е символ на европейския стил и изисканост.